# Agelena jirisanensis
Agelena jirisanensis là một loài nhện trong họ Agelenidae.
Loài này thuộc chi Agelena. Agelena jirisanensis được Kap Yong Paik miêu tả năm 1965.